# GNU Assembler
El gas, o GNU Assembler, es el ensamblador del proyecto GNU. Es el back end por defecto del GNU Compiler Collection y es usado para compilar Linux y otros sistemas operativos como el sistema operativo GNU. Es una parte del paquete GNU Binutils, y se puede acceder con el comando as desde el shell. Al igual que el resto de aplicaciones GNU, es software libre, y es licenciado bajo GNU General Public License.
El gas puede ejecutar como también generar ensamblados para un número diferente de arquitecturas. Inicialmente utilizaba únicamente la sintaxis de AT&T en lugar de la sintaxis de Intel usada en muchos otros ensambladores, sin embargo, las últimas versiones soportan dicha sintaxis.